# TZ Arietis
TZ Arietis – gwiazda w gwiazdozbiorze Barana, oddalona o ok. 14,6 roku świetlnego od Słońca. Jest jedną z gwiazd najbliższych Ziemi. Znana jest jedna planeta krążąca wokół tej gwiazdy.

## Charakterystyka obserwacyjna
Jej obserwowana wielkość gwiazdowa to 12,3m, jest ona zatem słabym obiektem i można ją dostrzec dopiero po uzbrojeniu oka w teleskop.

## Charakterystyka fizyczna
TZ Arietis to czerwony karzeł, należy do typu widmowego M5. Temperatura tej gwiazdy to ok. 3100 K, a jej jasność to tylko 0,25% jasności Słońca. Masa tej gwiazdy to 15% masy Słońca, a jej promień jest równy ok. 16% słonecznego. Jest to gwiazda zmienna rozbłyskowa.

## Układ planetarny
Analizy zmian prędkości radialnej tej gwiazdy z 2019 roku sugerowały, że mogą okrążać ją trzy planety (GJ 83.1 c, d i b). Najkrótszy sygnał o okresie 1,96 doby został później zidentyfikowany jako związany z obrotem gwiazdy. Praca z 2020 roku wskazywała dwie kandydatki na planety (GJ 9066 b i c). W 2022 roku potwierdzono istnienie tylko jednej planety, gazowego olbrzyma o masie minimalnej podobnej do Saturna oznaczonego TZ Arietis b. Oś rotacji gwiazdy jest nachylona do kierunku obserwacji i jeżeli planeta krąży blisko równika, to jej masa rzeczywista może być dwukrotnie większa (0,45 MJ). Duża odległość kątowa od gwiazdy daje szansę na sfotografowanie tego obiektu przez przyszłe obserwatoria.